# Synagogenchorverein Weinheim
Der Synagogenchorverein Weinheim wurde 1904 gegründet, um die Gottesdienste in der Neuen Synagoge in Weinheim (Baden) musikalisch zu begleiten.

## Geschichte
Der Kantor und Hauptlehrer Marx Maier (1875–1932) war Leiter des Synagogenchors, der am 2. August 1906 bei der Einweihung der Neuen Synagoge auftrat.
Bei einem Synagogengesangsfest in Weinheim im Mai 1908 wirkten Synagogenchöre aus Bruchsal, Heidelberg und Mannheim mit. Maier widmete sich eingehend der Pflege des Synagogengesanges.
Der Synagogenchor Weinheim galt zwischen 1909 und 1914 als „Musterchor der Badischen Landessynagoge“, er bestand aus einem Doppelquartett und war für einstimmige Synagogengesänge ausgebildet. Maier schlug vor, seinen Musterchor in verschiedenen Gemeinden des Landes auftreten zu lassen und fand dabei die Unterstützung des Oberrats der Israeliten Badens. Im Juni 1910 gab der Synagogenchor eine Aufführung für den Gemeindegesang in der Weinheimer Synagoge, zu der Synagogenräte und Rabbiner geladen waren. Im Verordnungsblatt des Oberrats wurde die Darbietung unter Marx Maier als Muster zur Nachahmung in anderen Synagogen empfohlen. In Karlsruhe fand im gleichen Monat eine Konferenz des Oberrates zur „Förderung des Synagogengesangs“ mit Kantoren aus Karlsruhe, Freiburg, Pforzheim, Bretten, Heidelberg und Weinheim statt.
Marx Maier prägte als Chorleiter und Gründer des Kammermusikvereins das musikalische Geschehen in Weinheim mit überregionaler Ausstrahlung: in seinem Haus verkehrten musikalische Größen, er holte berühmte Quartette für Konzerte nach Weinheim.
Bei der Einweihung der Synagoge in Gernsbach 1928 wirkte der Synagogenchor Weinheim unter Kantor Marx Maier mit, die Tagespresse und Der Israelit berichteten. 1930 berichtete das Verordnungsblatt des Oberrats über eine Tagung von Religionslehrern aus ganz Baden in Mannheim und Weinheim, bei der der Synagogenchor als Gastgeber mit einer zweistündigen Musikaufführung aus Sabbath- und Feiertagsliturgie unter Dirigent Kantor Marx Maier hervortrat.
1931 wurde Maier vom Oberrat der Israeliten Badens als ehrenamtlicher Referent für den gottesdienstlichen Gemeindegesang bestellt.
Die Tätigkeit des Synagogenchorvereins Weinheim wurde durch die Sprengung der Synagoge am 10. November während des Novemberpogroms 1938 beendet. Zuvor hatten SA-Männer die Inneneinrichtung der Synagoge mit Äxten und Pickeln verwüstet.

## Chorleiter
- ab 1904: Kantor Marx Maier
- 1924: Adolf Braun (der Chor hatte 20 Mitglieder)
- 1932: K. Maier